# Албрехт Петер Кан
Албрехт Петер Кан (Келн, 29. мај 1923) је немачки новинар и писац криминалистичких и вестерн-романа.
Након што је докторирао филозофију, у Њујорку и Харлему (Холандија) је био уредник неколико часописа, да би на крају у Хамбургу уређивао часопис „Слушај!“.
Године 1958, заједно са издавачем Отом Мелхертом покреће едицију вестерн-романа „Вајат Ерп“, једну од најдуговечнијих и најуспешнијих едиција у оквиру вестерн-жанра. Кан је све до смрти 1996, под псеудонимом Вилијам Марк, написао и објавио око 298 романа о Вајату Ерпу.
Године 1965. повлачи се са дужности уредника романа у редакцији часописа Слушај! и постаје слободни новинар и писац тзв. петпарачких романа (криминалистичког, авантуристичког и љубавног жанра) за издавачку кућу Густава Либеа у Бергишгладбаху. Писао је под многим псеудонимима, од којих су најпознатији Џери Котон, Текс Вилијамс, Вилијам Марк, Питер Алтенберг, Питер Кан, Џони Кент, Ал Кан, Џек Фарланд и Френк Ларами.
Албрехт Петер Кан је један од најплоднијих и најчитанијих писаца на немачком језику, иако је само мали број људи знао његово право име. 

## Занимљивост
Године 1956/57. Кан је у часопису Слушај! објавио непотписану романсирану фото-биографију Карла Маја насловљену као „Живот Карла Маја: Отисци у песку-Провалија-Пут ка слави“, а 1979. је објавио биографски роман о Карлу Мају под насловом „Karl May. So war sein Leben“.